# 벌용동
벌용동(閥龍洞)은 대한민국 경상남도 사천시의 동이다. 면적은 9.71km2이고, 인구는 2011년 7월 1일을 기준으로 6,530세대 16,780명이다.

## 개요
원래 벌용동은 1956년 7월 8일 삼천포시 승격과 함께 벌리, 용강, 와룡동으로 각각 출범했다. 1969년 7월 3일 3개 법정동을 통합하여 벌용동으로 새롭게 출범하였다.

벌용동은 사천시의 명산인 사천와룡산이 병풍처럼 감싸고 있는 지역이다. 도시기반 시설이 잘 정비되어 있어 가로망이 시원스럽게 조성 있으며, 이러한 도시기반을 바탕으로 7개 교의 초, 중, 고등학교가 있어 자녀들의 면학분위기가 조성되어 있다. 공설운동장, 실내체육관, 수영장 등이 연계되어 있어 주민들의 레크레이션을 즐길 수 있으며, 쾌적한 주거환경 택지조성으로 전원주택등 신축할 수 있는 주거공간도 넉넉한 편이다.

## 법정동
- 벌리동(閥里洞)
- 와룡동(臥龍洞)
- 용강동(龍江洞)

## 아파트
| 단지명         | 건설사         | 시행사       | 주소      | 주소   | 입주       | 비고     |
| -------------- | -------------- | ------------ | --------- | ------ | ---------- | -------- |
| 용강주공 1단지 | 한주종합건설㈜ | 대한주택공사 | 주공로 70 | 용강동 | 1999년 7월 |          |
| 용강주공 2단지 | 대호산업㈜     | 대한주택공사 | 용강길 37 | 용강동 | 2009년 7월 | 국민임대 |

## 교육
- 문선초등학교 (벌리동)
- 삼천포중학교 (벌리동)
- 삼천포여자중학교 (벌리동)
- 삼천포제일중학교 (용강동)
- 삼천포중앙여자중학교 (용강동)
- 삼천포중앙고등학교 (벌리동)
- 삼천포고등학교 (벌리동)